# Baloghy József
Baloghy József (Szilágy, 1766. március 10. – 1809) római katolikus áldozópap. Bugát Pál orvos nagybátyja.

## Élete
1791-ben szentelték pappá. Egri egyházmegyei áldozópap, líceumi alkönyvtárnok, a boldogságos szűzről elnevezett egervári prépostság segédje volt. 1792 és 1796 között Jászberényben volt káplán. Ezen kívül még Kömlőn és Makláron működött.

## Művei
- Első Mátyás király levele a holtak mezeiről a magyarokhoz. Pest, 1790. (Névtelenül.)
- Tekint. ifjabb Radványi István urnak, t. Csanádi Rozália kisasszonynyal lett egybekelések innepére. Vácz (1796.)
- Az egri, kassai és szathmár-némethi megyéknek köz-örömök, midőn a hosszas gyász után… keblökbe méltó pásztorokat fogadának. Eger, 1804.